# Davidson Ezinwa
Davidson Ezinwa (* 22. listopadu 1971) je nigerijský bývalý atlet, běžec, který se věnoval sprintům. Je držitelem stříbrné olympijské medaile z her v Barceloně ze štafety na 4 × 100 metrů. Ve stejné disciplíně získal stříbro i na MS v Athénách.